# Ромни (локомотивне депо)
Локомоти́вне депо́ «Ромни» (ТЧ-7) — одне з 10 основних локомотивних депо Південної залізниці. Розташоване на однойменній станції.

## Історичні відомості
Засноване 1875 року під час прокладання Лібаво-Роменської залізниці.